# Alessandra Bellini
Alessandra Bellini (Roma, 16 luglio 1975) è un'attrice, conduttrice televisiva e doppiatrice italiana.

## Biografia
Debutta nelle fiction televisive e in film già da giovanissima. Prende parte a spot pubblicitari, tra i quali quello della SIP (l'azienda monopolistica dei telefoni, poi divenuta Telecom Italia) in cui ripeteva in continuazione la frase "Mi ami? Ma quanto mi ami? Mi pensi? Ma quanto mi pensi?", poi divenuta un tormentone. Negli anni novanta ha recitato in fiction di successo come Una vita in gioco, con Mariangela Melato, in Pazza famiglia e Pazza famiglia 2 (in cui interpreta Valeria, la figlia di Enrico Montesano) ed in Un medico in famiglia. È stata inoltre protagonista sul grande schermo nelle pellicole Con rabbia e con amore e Tifosi (in cui ha interpretato la figlia di Christian De Sica). Su Rai 1 ha condotto il programma per bambini La Banda dello Zecchino.

Alessandra Bellini conduce il programma televisivo La Banda dello Zecchino con Marco Di Buono (1998)

Tra il 2001 ed il 2003 ha condotto prima Zona Franka su Rai 3 e poi la trasmissione musicale Top of the Pops, il sabato pomeriggio su Rai 2, a fianco di Alvin. Nello stesso periodo ha lavorato al film I banchieri di Dio - Il caso Calvi. Con Marco Di Buono ha cantato So di più, che è stata la sigla di apertura e di chiusura di Presto a scuola, che è un gioco educativo del CD-ROM ed è scritta da Emilio Di Stefano e Franco Fasano (autori anche di Goccia dopo goccia, È meglio Mario, Un bambino terribile, Batti cinque (4/4 di silenzio), Gira che è un girotondo, Io col 2000 dello Zecchino d'Oro).Nel 2007 si è laureata con 110/110 e lode in Lettere e filosofia, con una tesi in Storia e Critica del Cinema, presso l'Università degli Studi di Roma "La Sapienza". Nel 2008 ha preso parte a Tutti pazzi per amore, interpretando il personaggio di Chiara.

## Filmografia

### Cinema
- Il burattinaio, regia di Ninì Grassia (1994)
- Con e rabbia e con amore, regia di Alfredo Angeli (1997)
- Tifosi, regia di Neri Parenti (1999)
- I banchieri di Dio - Il caso Calvi, regia di Giuseppe Ferrara (2002)
- Questa notte è ancora nostra, regia di Luca Miniero e Paolo Genovese (2008)
- Una vita in gioco, regia di Fabio Quatela (2012)
- Stai lontana da me, regia di Alessio Maria Federici (2013)

### Televisione
- Pazza famiglia – serie TV (1995-1996)
- Tutti a casa, regia di Riccardo Donna
- Ci vediamo in tribunale, regia di Domenico Saverni – film TV (1996)
- Un medico in famiglia – serie TV, episodi 1x01-1x33 (1998-1999)
- Le ragazze di piazza di Spagna 3 – serie TV (2000)
- Radio Sex di Alessandro Baracco
- Nati ieri – serie TV
- Viaggio in Italia - Una favola vera, regia di Luca Miniero e Paolo Genovese – film TV (2007)
- Tutti pazzi per amore – serie TV 1x18-1x20 (2009)
- Distretto di Polizia – serie TV, episodi 10x04-11x16 (2010-2011)
- Una grande famiglia – serie TV
- Squadra mobile – serie TV, episodi 1x11-1x15

### Cortometraggi
- Che fine hanno fatto gli etruschi, regia di Emanuela Pesando
- N.Variazioni, scritto e diretto da Andrea Bezziccheri
- L'uomo, scritto e diretto da George Valencia, New York Film Festival (2008)
- Sarcophaga, regia di Giuseppe Peronace (2012)

## Teatro
- Caporali Coraggiosi, scritto e diretto da Pino Ammendola (2004-2007)
- Servo di Scena, regia di Silvio Giordani (2004-2005-2006)
- Uno e Basta di Michele La Ginestra (2007)
- La magia dell'opera: Carmen, Teatro dell'Opera di Roma (2008)
- La magia dell'opera: Traviata, Teatro dell'Opera di Roma (2010)
- Elisir d’amore, Teatro dell'Opera di Roma (2011)
- Dignità autonome di prostituzione, regia di Luciano Melchionna (2011)
- Don Giovanni, regia di Serenella Isidori (2012)
- L'ultimo rigore, regia di Marco Falaguasta (2012)
- Ti presento papà, scritto da Giuseppe Della Misericordia, regia di Roberto Marafante (2014-2015)

## Programmi televisivi

### Conduttrice
- La Banda dello Zecchino (Rai 1, 1995-1999)
- Zona Franka (Rai 3, 2000-2002)
- Top of the Pops (Rai 2, 2002-2003)

## Pubblicità
- Dixan (1988)
- Telecom Italia, regia di Maurizio Nichetti (1994-2000) – testimonial
- Shampoo Clear, regia di Francesca Archibugi
- Bio Presto (2004)
- Miracoli (2005)
- Ace Gentile (2006)
- Dash, regia di Leone Pompucci (2010)

## Doppiaggio

### Cinema
- Yael Stone in Blacklight
- Min-jung in The Tower
- Adrienne Warren in Rustin
- Sara Canning in L'errore perfetto
- Laura Hopper in Love in the Villa - Innamorarsi a Verona
- Charlotte McKinney in Joe Dirt 2 - Sfigati si nasce
- Hannah Bourne in L'unico e insuperabile Ivan
- Sophie Meister in Paris Countdown
- Camille Rowe in Rock'n Roll
- Peggy Vrijens in Fragile
- Julia Koschitz in Bersaglio d'amore
- Matylda Damiecka in Una notte all'asilo
- Ana Adelaida Perjoiu in A Good Man
- Nasrin Khusrawi in Tre noci per Cenerentola
- Lee Ha-na in Soar Into the Sun - Operazione Top Gun
- Elizabeth Chahin in Arthur the King - Insieme a ogni costo
- Lee Ha-na in Soar Into the Sun - Operazione Top Gun
- Mawar de Jongh in The Shadow Strays
- Stephanie Sy in Colpi d'amore
- Juliette van Ardenne in Almost Cops

### Televisione
- María Gabriela de Faría in Io sono Franky
- Cemre Gümeli in Mr. Wrong - Lezioni d'amore
- Nr. 074 in Squid Game
- Hilal Altınbilek in Terra amara
- Olivia Reis e Christine Ko in Only Murders in the Building

- Juliana Harling in Chi ha ucciso mia sorella?
- Alisha Mullally in 12 cuccioli da salvare

- Nikki M. James in BrainDead - Alieni a Washington

- Ana Scotney in God's Favorite Idiot
- Savannah Brown in Dahmer - Mostro: la storia di Jeffrey Dahmer
- Virginia Kull in The Looming Tower
- Natalie Anderson in Un inganno di troppo
- Apasiri Kulthanan in The Serpent
- Gözde Türkpençe in Brave and Beautiful

- Vanessa Suárez in Somos tú y yo
- Paula Cancio e Sara Moraleda in Il segreto
- Dilara Aksüyek in Happiness
- Ebru Şahin in Hercai - Amore e vendetta
- Selen Güney in La rosa della vendetta
- Sara Antonio in Will Trent
- Merve Dizdar in Il dottor Alì
- Louise Coldefy in Fiasco
- Personaggi vari in Scream, Wet Hot American Summer: First Day of Camp

### Film d'Animazione
- Kyouko Hazama in Anche se il mondo finisse domani
- Luculia Marlborough in Violet Evergarden: Eternity and the Auto Memory Doll

### Serie animate
- Tormenta in One-Punch Man
- Lily Hoshina in B The Beginning
- Ellen in Beastars
- Antica / Mosquitara in He-Man and the Masters of the Universe
- Odette in Hazbin Hotel
- Biar Colossus in Promare
- Aya Tademaru in Kemono jihen
- Shiina Kagari in Steins;Gate

### Videogiochi
- Voci delle cittadine in Paw Patrol World (2023)[1]